# Afrimi
Afrimi var en albanskspråkig månatlig tidskrift för kultur och lärande, utgiven i Shkodra, Tirana och Vlora 1922–1924 och 1926. Den utkom med inalles 27 nummer. Chefredaktör och ansvarig utgivare var Mehmet Vokshi.